# Proteína Z
La proteína Z es un miembro de la cascada de la coagulación, del grupo de proteínas que conducen a la formación del coágulo. Es vitamina K dependiente, y, por lo tanto, su función se ve inhibida por la warfarina. Además, es una glicoproteína de síntesis hepática con un peso molecular de 62000 daltons.
En plasma su vida media es de 2.5 días.

## Historia
La proteína Z fue aislada por primera vez en sangre de ganado por Prowse y Esnouf en 1977,  y Broze y Miletich la determinaron en plasma humano en 1984. 

## Estructura
El análisis estructural de la proteína Z permitirá comprender mejor su función. El gráfico de Ramachandran para la proteína Z indica que formará hélices alfa. La estructura final, todo el dominio alfa, se determinó mediante difracción de rayos X. Consiste en la cadena A y B, que son ambos motivos hélice-bucle-hélice.

## Fisiología
Aunque no es enzimáticamente activa, está estructuralmente relacionada con varias serina proteasas de la cascada de coagulación: factores VII, IX, X y de la proteína C. Los residuos de carboxiglutamato (que requieren vitamina K) unen la proteína Z a las superficies de fosfolípidos.
El papel principal de la proteína Z parece ser la degradación del factor Xa . Esto se hace mediante el inhibidor de proteasa relacionado con la proteína Z (ZPI), pero la reacción se acelera 1000 veces por la presencia de proteína Z. Curiosamente, ZPI también degrada el factor XI , pero esta reacción no requiere la presencia de proteína Z.
En algunos estudios, los estados de deficiencia se han asociado con una propensión a la trombosis . Otros, sin embargo, lo relacionan con la tendencia al sangrado ; no hay una explicación clara para esto, ya que actúa fisiológicamente como un inhibidor y, lógicamente, la deficiencia habría llevado a una predisposición a la trombosis.

## Genética
Tiene 62 kDa de largo y 396 aminoácidos de largo. El gen PROZ se ha relacionado con el decimotercer cromosoma (13q34), y tiene 8 exones.
La estructura de esta proteína tiene una considerable homología con factores proteasas de serina como el factor IXa y la proteína C; sin embargo, mantiene sus diferencias porque la proteína Z no es una proteasa de serina, ya que carece del residuo de serina. Tiene cuatro dominios: una región rica en Gla, dos dominios similares a EGF y un dominio similar a tripsina.
La proteína Z forma un complejo dependiente de calcio con el factor Xa sobre la superficie de fosfolípidos, y esta interacción genera la inhibición del factor Xa por un inhibidor de proteasa dependiente de la proteína Z.
La trombina se une a las superficies de fosfolípidos en presencia de proteína Z; sin embargo, esta unión no ocurre en la ausencia de la proteína Z, esto explica la tendencia a la hemorragia en pacientes con disminución de proteína Z, incluso en pacientes con tendencia hemorrágica de origen no conocido se ha identificado disminución importante en la concentración de proteína Z.

## Patologías
Existe una mayor tendencia protrombótica en pacientes homocigotos para la mutación Leiden en asociación con bajos niveles de proteína Z.
Los defectos de esta proteína pueden ocasionar tanto una tendencia hemorrágica como trombótica; sin embargo, otras proteínas presentan esta dualidad como las disfibrinogenemias, los defectos en protrombina y de factor V.
Los pacientes con síndrome antifosfolipídico, presentan niveles plasmáticos de PZ reducidos, sin que esto último tenga relación con la especificidad antigénica de los aFL.